# Adolphe Duperly
Adolphe Duperly (geb. 1801 in Paris; gest. 1865) war ein französischer Fotograf, Graveur, Lithograph und Drucker. Er war Gründer des ersten jamaikanischen Fotoateliers und Autor eines der ersten auf Fotografien basierenden Bildbandes.

## Lebensweg

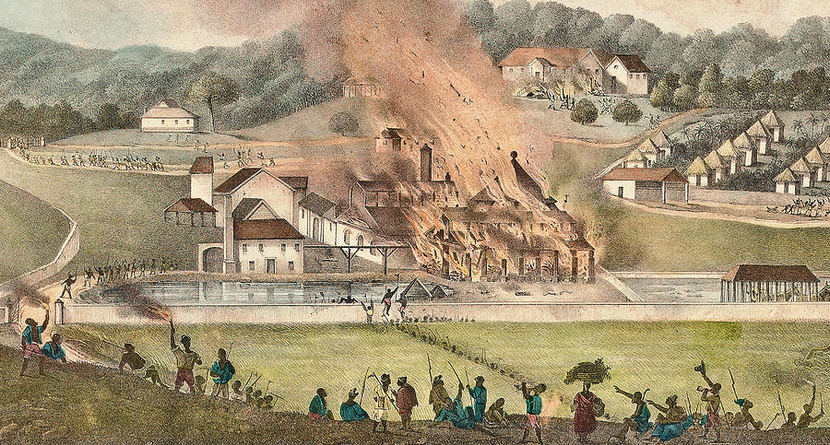
Die Zerstörung des Roehampton Estate im Januar 1832; Illustration von Duperly von 1833

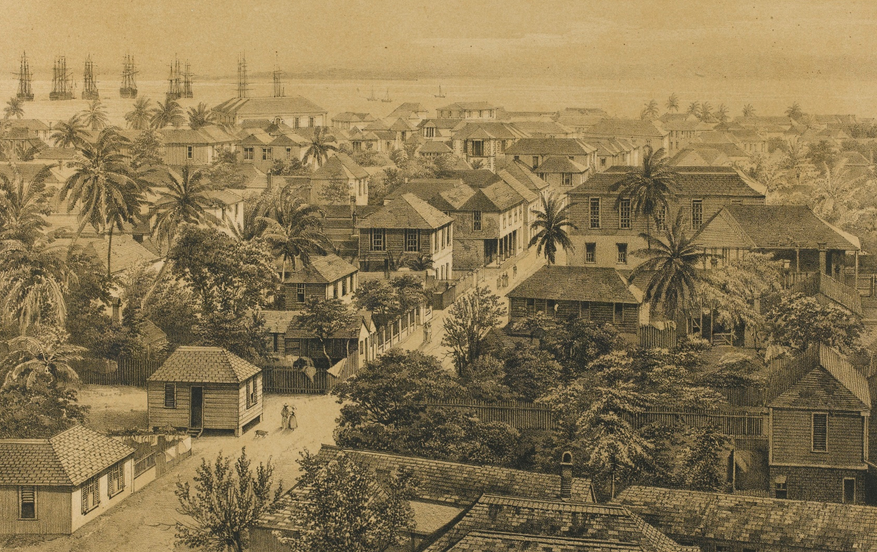
Blick auf Falmouth (Jamaika) vom Kirchturm

Adolphe Duperly wurde in Paris zum Graveur, Lithographen und Drucker ausgebildet.
In den frühen 1820er Jahren ging er nach Haiti. Möglicherweise war er außerdem auch auf Kuba. Im Juni 1823 annoncierte Adolphe Duperly in der Zeitung Le Télégraphe, die im haitianischen Port-au-Prince erschien, die Eröffnung eines Lehrinstituts, in dem – neben dem Lesen, dem Schreiben und dem Rechnen – auch Zeichnen und Lithographie unterrichtet werde. In derselben Anzeige teilte Duperly der Öffentlichkeit außerdem mit, dass er Porträts anfertige und lithografierte und weiterhin wie bisher Zeichenunterricht in Privathäusern erteile. Seine Wohnung befinde sich in der Rue du Centre, neben dem Senat.
In derselben Anzeige bezeichnet Adolphe Duperly sich als Schüler des berühmten Pariser Malers P. Lecomte, und als Lehrer für Zeichnen und Lithographie, der früher am Lycée National tätig war.
Später zog Duperly weiter nach Kingston auf Jamaika, wo er als Lithograph arbeitete. In dieser Zeit, Anfang der 1830er Jahre, ging die Sklaverei in der damals britischen Kolonie Jamaika langsam zu Ende. 1833 veröffentlichte Duperly eine Lithographie, die den jamaikanischen Weihnachtsaufstand von 1831 darstellte, 1838 eine weitere über die Befreiungsfeierlichkeiten in Kingston.
Bekannt wurde Duperly durch seine Lithographien zur Illustration des Buches Sketches of Character in Illustration of the Habits, Occupation, and Costume of the Negro Population of Jamaica (1837/38) von Isaac Mendes Belisario (1795–1849), die Traditionen und Feste der farbigen Bevölkerung Jamaikas zeigten.
Schon 1840, also nur ein Jahr nach Bekanntgabe des fotografischen Verfahrens Louis Daguerres (1787–1851), gründete Duperly in Kingston das erste Fotoatelier Jamaikas. Dank seiner Daguerreotypien kam er zu einem gewissen Wohlstand. Das Fotoatelier Adolphe Duperly & Son bestand bis in die 1920er Jahre; es bot Porträtfotos, Fotos im Visitformat und später auch fotografische Ansichtspostkarten für Touristen an.
Wie viele andere französische Lithographen betrachtete auch Duperly das neue fotografische Verfahren als nützliches Hilfsmittel zur Erstellung von Lithographien. Mitte der 1840er Jahre brachte Adolphe Duperly eine Serie von Lithographien nach seinen eigenen Daguerreotypien jamaikanischer Ansichten und Straßenszenen unter dem Titel Daguerian [sic!] Excursions in Jamaica, being A Collection of Views of the most striking Scenery, public Buildings and other interesting objects.heraus.
Von Daguerreotypien konnten keine Abzüge angefertigt werden. In den 1840er Jahren gab es noch keine Möglichkeit, Fotografien zu drucken. Die Autotypie, ein Hochdruckverfahren mit sichtbaren Rasterpunkten, bis etwa 1910 die einzige verfügbare Methode, Fotografien und Text gleichzeitig zu drucken, wurde Anfang der 1880er Jahre von Georg Meisenbach (1841–1912) entwickelt.
Die Aufnahme einer Daguerreotypie erforderte lange Belichtungszeiten, so dass keine bewegten Objekte festgehalten werden konnten. Trotzdem sind in Duperlys Bilderserie der Daguerian Excursions in Jamaica belebte Straßenszenen enthalten, auf denen keine der Personen unscharf dargestellt ist. Duperly hatte sein Fotos nach Paris zu dem Landschafts-Lithographen Jean Louis François Jacottet (1806–1880) gesandt, der Duperlys fotografische Vorlagen derart geschickt durch Zeichnungen von Personen ergänzte, dass diese Retusche nicht auffiel. Solche Bildnachbearbeitungen wurden bald allgemein üblich. Duperly hatte als einer der ersten erfasst, dass sich unter den technischen Bedingungen seiner Zeit die besten Buchillustrationen durch Kombination des fotografischen mit dem lithographischen Verfahren herstellen ließen.
Adolphe Duperly starb 1865 im Alter von etwa 64 Jahren.
Das Fotogeschäft Adolphe Duperly & Son führte zunächst Adolphes ältester Sohn Armand John Lewis Duperly (ca. 1834–1903) weiter. Armand John Louis heiratete Rebecca Ann Dimeresque aus Boston (gest. 1910). Das Studio erhielt eine ehrenvolle Erwähnung auf der Pariser Weltausstellung von 1867 und die Goldmedaille auf der Jamaika-Ausstellung von 1891. Armand John Louis starb 1903 in den USA, wurde jedoch in Jamaika beerdigt. Nach seinem frühen Tod übernahm sein Sohn Theophile John Baptiste Duperly, also ein Enkel Adolphe Duperlys, das Fotounternehmen Adolphe Duperly & Son. Im Jahr 1907 zerstörte ein Großbrand das ursprüngliche Firmengebäude. Theophile verlor bei diesem Brand seine rechte Hand, blieb aber dessen ungeachtet als Fotograf tätig. Bis 1909 unterhielt das Unternehmen ein Atelier in Kingston in der King Street 85. Das Unternehmen scheint 1922 geschlossen worden zu sein. Theophile John Baptiste Duperly starb 1933.